# Mauro Zambuto
Mauro Angelo Enrico Zambuto, chiamato anche Mario (Sant'Ambrogio di Torino, 16 agosto 1918 – Sarasota, 1º settembre 2011), è stato un doppiatore italiano.

## Biografia
Mauro Zambuto è nato a Casa Chiaraviglio (successivamente Villa Aroca-Chiaraviglio) nella Borgata San Pietro del comune di Sant'Ambrogio di Torino da Gero Zambuto, attore e regista, e Claudia Gaffino, attrice anch'ella, come risulta dai registri del comune di Sant'Ambrogio di Torino.
Nel 1929, grazie alla sua grande dimestichezza nel parlare varie lingue, venne notato a Torino da alcuni delegati della Paramount Pictures e riuscì così ad entrare nel primissimo studio di doppiaggio europeo a Joinville-le-Pont, prestando la voce a Jackie Coogan.

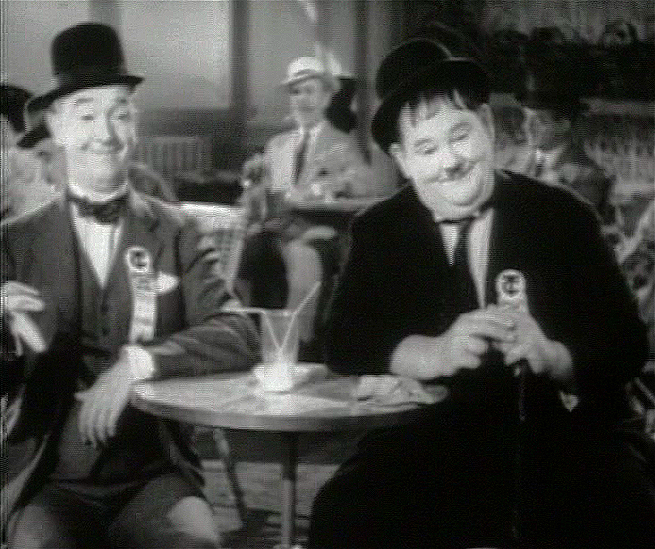
Stan Laurel e Oliver Hardy in una scena del film I diavoli volanti (1939), primo film doppiato da Zambuto con Alberto Sordi

Nel 1933, con il film Fra Diavolo, cominciò a doppiare Stan Laurel assieme ad uno studente italo-americano dal nome sconosciuto, che doppiava Oliver Hardy. Successivamente lo studente abbandonò il doppiaggio e così anche Zambuto, che nel frattempo era stato chiamato sotto le armi nella Regia Aeronautica; in questo periodo furono sostituiti da Carlo Cassola e da Paolo Canali.
A partire dal 1939 tornò a doppiare il personaggio assieme ad un giovanissimo Alberto Sordi. Zambuto dava a Stanlio una voce acuta (tecnicamente definita «di testa»), che, nel gridato e nel pianto, sfociava addirittura nel falsetto. Sordi, invece, apportava una modifica importante alla voce di Ollio trasformandolo in basso, mentre, nella realtà, Oliver Hardy era tenore. I due doppiarono la coppia di comici nella maggior parte dei loro film, fino all'ultimo, Atollo K di Léo Joannon (1951).
Nel dopoguerra Zambuto continuò a dividersi tra l'attività accademica ed il doppiaggio, prestando la voce ad altri numerosi attori, come Mickey Rooney, Martin Milner, Marshall Thompson, Anthony Caruso, Donald O'Connor, Louis Hayward, Robert Arthur, Eddie Quillan, Ronald Sinclair, Billy Halop, O.Z. Whitehead, Harry Carey Jr., Elisha Cook, Jr., Rudy Vallée, Eddie Cantor, Alan Marshal, Jackie Cooper, Phil Taylor, Lee White, John Sands e Roddy McDowall e a personaggi del cinema di animazione Disney, come la Cicogna ed il Clown in Dumbo (1948), Comare Volpe ne I racconti dello zio Tom (1950) e Panco Pinco ed il Leprotto Bisestile in Alice nel Paese delle Meraviglie (1951).
Nel 1950 in occasione della visita a Roma di Stan Laurel ed Oliver Hardy, ebbe modo di incontrarli direttamente, insieme ad Alberto Sordi con il quale condivideva il doppiaggio in lingua italiana dei due celebri comici.
Nel 1952 si trasferì negli Stati Uniti, dove ricoprì la carica di vice presidente della società Italian Film Export, costituita per doppiare in inglese i film italiani esportati negli USA e successivamente lavorò presso gli studi della Paramount ad Hollywood.
È stato contattato nel 1985 da Giancarlo Governi per la trasmissione Laurel & Hardy - Due teste senza cervello, dedicata a Stanlio e Ollio, e ha poi concesso un'intervista sulla sua carriera il 2 febbraio 2000.
È morto il 1º settembre 2011, all'età di 93 anni.

## Doppiaggio

### Cinema
- Stan Laurel in Tempo di pic-nic, Sotto zero, Un marito servizievole, Un nuovo imbroglio, Andiamo a lavorare, Un salvataggio pericoloso, Muraglie, La scala musicale, Il circo è fallito, Il compagno B, Ospiti inattesi, Ospedale di contea, Un'idea geniale, Buone vacanze, La ronda di mezzanotte, Lavori in corso, Fra Diavolo, Alchimia, Il regalo di nozze, I figli del deserto, Annuncio matrimoniale, Vita in campagna, Andando a spasso, Nel paese delle meraviglie, Il fantasma stregato, Questione d'onore, Allegri poeti, Fratelli di sangue, La ragazza di Boemia, Avventura a Vallechiara, Venti anni dopo, I diavoli volanti, Noi siamo le colonne, C'era una volta un piccolo naviglio, Ciao amici!, Sim salà bim, Il nemico ci ascolta, Gli allegri imbroglioni, Sempre nei guai, I toreador, Atollo K
- Mickey Rooney in La città dei ragazzi, Un americano a Eton, Lo spaccone vagabondo, Gran Premio, Musica indiavolata, Gli uomini della città dei ragazzi, Parole e musica, Carambola d'amore, Il mercante di schiavi
- Louis Hayward in Avorio nero
- Martin Milner in Iwo Jima, deserto di fuoco
- Charles Halton in Bill sei grande!
- Don Brodie in Un giorno a New York

### Animazione
- Cicogna e clown in Dumbo - L'elefante volante
- Comare Volpe in I racconti dello zio Tom (ed. 1950)
- Panco Pinco e Leprotto Bisestile in Alice nel Paese delle Meraviglie

## Curiosità
- È interpretato da Giampiero Ingrassia in un breve cameo nel film TV Permette? Alberto Sordi.
- Zambuto era anche violinista, ed aveva il brevetto come pilota di aerei.

## Carriera accademica
Mauro Zambuto si laureò in ingegneria elettronica; dopo aver insegnato fisica elettronica presso l'Università di Padova, nel 1952 si trasferì negli Stati Uniti, e nel 1962 decise di ritirarsi dal mondo del cinema per dedicarsi alla ricerca scientifica ed all'insegnamento, accettando l'incarico di docente di ingegneria elettronica e dei computer presso il New Jersey Institute of Technology.

## Pubblicazioni
- Mauro Zambuto, Semiconductor devices, McGraw-Hill International Editions, 1989.[10]